# Михаэлис, Иоганн Давид
Иоганн Давид Михаэлис (нем. Johann David Michaelis; 27 февраля 1717, Галле — 22 августа 1791, Гёттинген) — немецкий востоковед, богослов и библеист.

## Биография
Сын Кристиана Бенедикта Михаэлиса (1680—1764), известного в своё время профессора богословия и восточных языков в Галле, среди многочисленных сочинений которого наиболее известным был трактат Tractatus criticus de variis lectionibus Novi Testamenti, caute colligendis et dijudicandis (1749).
Был профессором в Гёттингене, где в течение полустолетия читал лекции о еврейских древностях, библейской экзегетике, Моисеевом законодательстве и преподавал восточные языки. В 1751 году вместе с Альбрехтом фон Галлером основал учёное общество.
По его предложению Карстен Нибур и Пер Форссколь совершили путешествие по Аравии на средства датского короля Фредерика V.
Ему принадлежит еврейская грамматика (1745), дополнения к словарям еврейского языка (1784—1792). Михаэлис перевёл и прокомментировал почти весь Ветхий Завет (1769—1783) и первым написал введение к нему. Его труд Das Mosaische Recht является первым научным исследованием еврейских древностей. Многие другие исследования помещены им в Orientalische Bibliothek (1771—1791).
Человек искренно благочестивый, Михаэлис веровал в откровение, но признавал его лишь выражением и продолжением религии естественной; допускал чудеса и пророчества, но не хотел признавать их делом Святого Духа; вообще стремился занять середину между ортодоксией и рационализмом.
Автобиография Михаэлиса издана в 1793 г., литературная переписка — в 1794—1796 гг.
Дочь Михаэлиса Каролина — писательница и переводчица, супруга Августа Вильгельма Шлегеля и позднее Фридриха Вильгельма Шеллинга.

## Труды
- Gründliche Erklärung d. Mosaischen Rechts (1770—1780),
- Compendium theologiae dogmaticae (1760),
- Einleitung in die Schriften des Neuen Bundes (4-е изд. 1788),
- Orientalische und Exegetische Bibliothek (1771—1785),
- Hebräische Grammatik.